# Desiree Gould
Desiree Joan Gould (Nova Iorque, 27 de março de 1945 — 24 de maio de 2021) foi uma atriz e agente imobiliária norte-americana. Tornou-se conhecida por seu papel de Tia Martha no filme de terror Sleepaway Camp (1983).

## Primeiros anos e educação
Desiree Gould nasceu em 1945 na cidade de Nova Iorque. Era filha de mãe judia e pai russo-italiano. Aos cinco anos, teve aulas de canto e sapateado, tendo posteriormente formação vocal com Harry Garland, Roger Leonard, Herb Greene, desenvolvendo extensão vocal meio-soprano para teatro musical, além de aulas de balé no Conservatório de Dança de Nova Iorque, com Pat Doukodovsky, e na Ballet Academy East, com Don Paradise. Isto levou ao seu desejo de seguir carreira na atuação, o que não ocorreu imediatamente, pelo que ela passou mais de vinte anos entre vários empregos diferentes antes de decidir fazer aulas de teatro na Gene Feist Theatre Foundation, Barbara Loden Actor's Workshop, Paul Mann Actor's Workshop, Warren Robinson, HB Studio e Boston Center for the Arts.

## Carreira

### Atuação
No início de sua carreira de atriz, Gould apareceu em comerciais e produções teatrais. Recebeu seu primeiro papel na tela aos 33 anos, aparecendo no telefilme You Can't Go Home Again (1979), estrelado por Lee Grant e baseado no romance homônimo de 1940, de Thomas Wolfe. Ela foi apresentada à diretora de elenco Mary Jo Slater, que escalou Gould para breves papéis em séries televisivas como One Life to Live, The Edge of Night e Love of Life.
Ela era mais reconhecida por sua participação no slasher cult Sleepaway Camp (1983), no qual interpretou Martha, a excêntrica tia da protagonista Angela (Felissa Rose) e mãe de Ricky (Jonathan Tiersten). A atriz recebeu o papel enquanto trabalhava na agência Marje Fields Talent em Manhattan e sua agente, Dorothy Scott, a incentivou a fazer um teste de elenco. Embora apareça em apenas duas cenas, a personagem é lembrada como um dos destaques do filme. Em novembro de 2000, foi contatada para participar de uma entrevista para o Sleepawaycampfilms.com, seguida por uma aparição na convenção "Sleepaway Camp Reunion" em abril de 2001, bem como nos documentários Return to Sleepaway Camp: Behind the Scenes (2008) e At the Waterfront After the Social: The Legacy of Sleepaway Camp (2014).
A artista foi membro Screen Actors Guild e da American Federation of Television and Radio Artists. Apesar do sucesso de Sleepaway Camp, ela decidiu parar de atuar por vários anos para se tornar agente imobiliária, antes de retornar aos filmes em 2006, quando foi escalada para Under Surveillance (também conhecido como Dark Chamber), coestrelado por sua colega de elenco de Sleepaway Camp, Felissa Rose. Seus créditos posteriores incluem o curta-metragem Caesar and Otto meet Dracula's Lawyer (2010), uma participação como convidada na websérie Joe Zaso's Cafe Himbo (2011) e um papel no filme antológico Tales of Poe (2014). Teve, ainda, pequenas participações em outros filmes e telesséries, incluindo The Switch, Morning Glory, Going the Distance, Arthur, Law & Order, Damages e Mercy.

### Setor imobiliário
Gould iniciou uma carreira de sucesso como agente imobiliária empregando-se na Douglas Elliman em 1992, enquanto ainda dedicava-se a projetos no entretenimento. Após deixar a empresa em 2012, passou a trabalhar para a imobiliária Halstead Property de 2013 até sua morte. Ela era licenciada para vender propriedades em Nova Iorque e na Flórida, tornando-se membro do The Real Estate Board of New York e do Long Island Board of Realtors.

## Morte
Gould morreu em 24 de maio de 2021, aos 76 anos. A causa da morte não foi divulgada.

## Filmografia

### Cinema
| Ano  | Título                                | Papel               | Notas                                  | Ref.   |
| ---- | ------------------------------------- | ------------------- | -------------------------------------- | ------ |
| 1983 | Sleepaway Camp                        | Tia Martha          | Título alternativo: Nightmare Vacation | [ 22 ] |
| 2006 | Under Surveillance                    | Norma Besler        | Título alternativo: Dark Chamber       | [ 15 ] |
| 2010 | Caesar and Otto Meet Dracula's Lawyer | Debbie Dracula      | Curta-metragem                         | [ 16 ] |
| 2014 | Tales of Poe                          | Enfermeira Malliard | Segmento: "The Tell-Tale Heart"        | [ 18 ] |

### Televisão
| Ano  | Título                  | Papel                           | Notas      | Ref.        |
| ---- | ----------------------- | ------------------------------- | ---------- | ----------- |
| 1979 | You Can't Go Home Again | Prostituta                      | Telefilme  | [ 6 ]       |
| N/E  | One Life to Live        | Enfermeira                      | Soap opera | [ 4 ] [ 6 ] |
| N/E  | The Edge of Night       | Angelica                        | Soap opera | [ 4 ] [ 6 ] |
| N/E  | All My Children         | Convidada da festa de casamento | Soap opera | [ 4 ] [ 6 ] |
| N/E  | Love of Life            | Margo                           | Soap opera | [ 4 ] [ 6 ] |

### Outros créditos
| Ano  | Título                                                           | Notas                 | Ref.   |
| ---- | ---------------------------------------------------------------- | --------------------- | ------ |
| 2008 | Return to Sleepaway Camp: Behind the Scenes                      | Documentário em vídeo | [ 13 ] |
| 2011 | Joe Zaso's Cafe Himbo                                            | Websérie; 1 episódio  | [ 17 ] |
| 2014 | At the Waterfront After the Social: The Legacy of Sleepaway Camp | Documentário em vídeo | [ 13 ] |

## Teatro
| Título                   | Papel                           | Local                                             | Ref.  |
| ------------------------ | ------------------------------- | ------------------------------------------------- | ----- |
| Bomb Shelter             | Mary Anne                       | Nat Horne Theatre, Nova Iorque                    | [ 6 ] |
| Women of the Wild West   | Abigail                         | Nat Horne Theatre, Nova Iorque                    | [ 6 ] |
| Your Child's Secret Life | Arlene                          | St. Clement's Theatre, Nova Iorque                | [ 6 ] |
| The Stronger             | Miss "Y" (Amelie)               | Bristol Valley Playhouse, Naples, Nova Iorque     | [ 6 ] |
| The Witch                | Esposa                          | Bristol Valley Playhouse, Naples, Nova Iorque     | [ 6 ] |
| Queens of France         | Esposa (Marie Sidonie Cressaux) | Bristol Valley Playhouse, Naples, Nova Iorque     | [ 6 ] |
| The Taming of the Shrew  | Katherina Minola                | National Theatre, Boston, Massachusetts           | [ 6 ] |
| A Streetcar Named Desire | Blanche DuBois                  | Boston Center for the Arts, Boston, Massachusetts | [ 6 ] |